# Liste der denkmalgeschützten Objekte in Roßbach (Oberösterreich)
Die Liste der denkmalgeschützten Objekte in Roßbach enthält die denkmalgeschützten, unbeweglichen Objekte der Gemeinde Roßbach im Bezirk Braunau am Inn.

## Denkmäler
| Foto |                 | Denkmal                                                                              | Standort                        | Beschreibung | Metadaten |
| ---- | --------------- | ------------------------------------------------------------------------------------ | ------------------------------- | --- | --- |
| ja   | Datei hochladen | Kath. Pfarrkirche hl. Jakob der Ältere und Friedhof HERIS-ID: 52528 Objekt-ID: 59549 | Roßbach Standort KG: Rossbach   | Die Pfarrkirche hl. Jakobus der Ältere wurde 1126 erstmals urkundlich erwähnt. Die gotische Staffelkirche wurde im Innenbereich barockisiert. Das Langhaus ist dreischiffig und dreijochig, der Chor ist mit 3/8 Schluss ausgeführt. Die Einrichtung ist neugotisch von 1884. Der Hochaltar ist mit barocken Statuen des hl. Stephan und des hl. Lorenz ausgestattet. Der Westturm besitzt eine achtseitige Glockenstube und einen Spitzhelm. | BDA-Hist.: Q26207142 Status: § 2a Stand der BDA-Liste: 2025-06-30 Name: Kath. Pfarrkirche hl. Jakob der Ältere und Friedhof GstNr.: .59, 1367 Pfarrkirche Roßbach |
| ja   | Datei hochladen | Ehem. Pfarrhof HERIS-ID: 38420 Objekt-ID: 37981                                      | Roßbach 2 Standort KG: Rossbach | | BDA-Hist.: Q37980959 Status: Bescheid Stand der BDA-Liste: 2025-06-30 Name: Ehem. Pfarrhof GstNr.: .75/1 Roßbach Alter Pfarrhof                                   |